# Cruzpampa

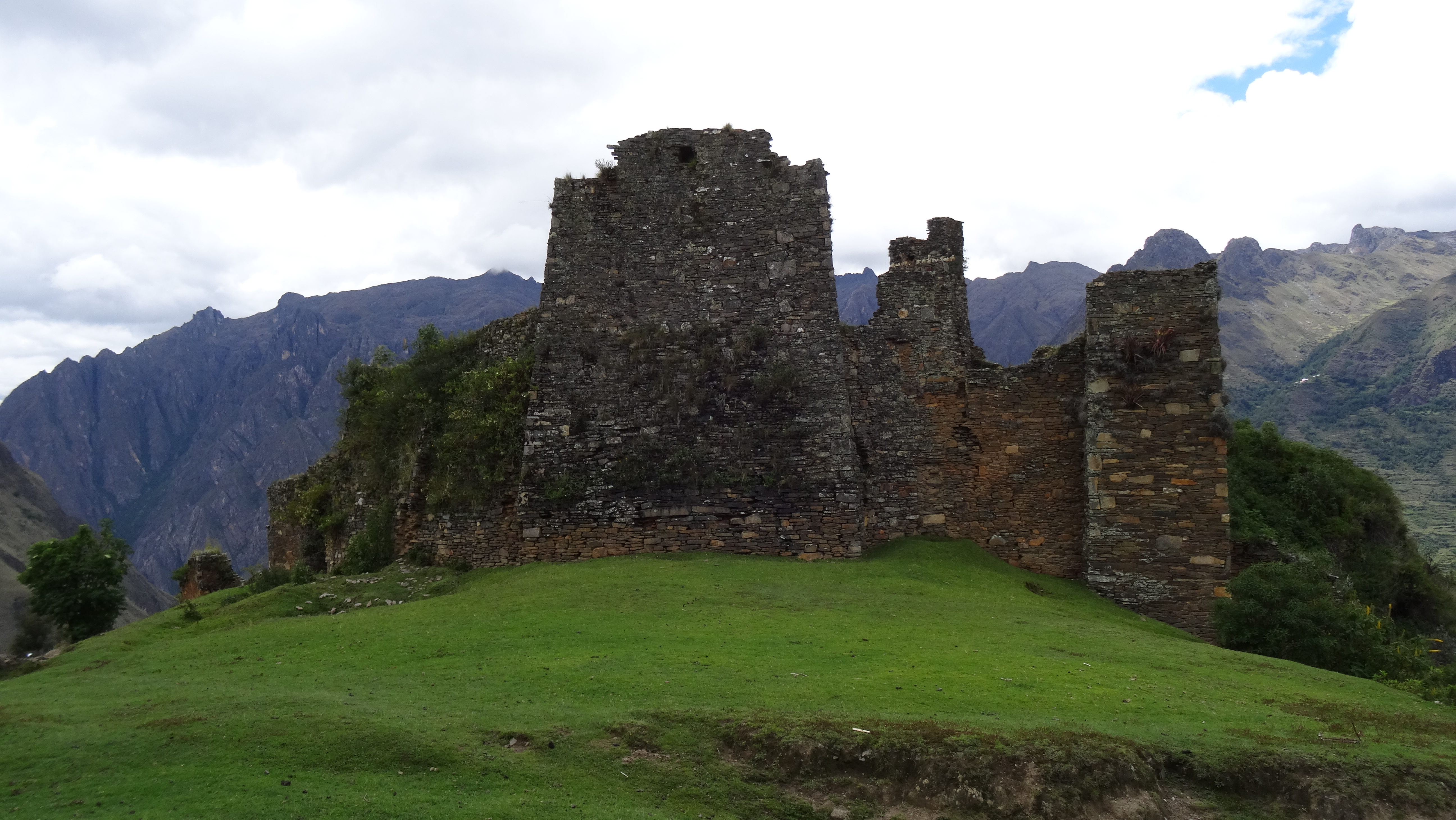
Vista principal de la ciudadela de Cruzpampa.

Cruzpampa es el nombre de un conjunto arqueológico del Perú, en el departamento de Huánuco.

## Localización
Se ubica muy próximo al poblado de Urpish, razón por el cual muy a menudo se le llama también Complejo Arqueológico Urpish, en la jurisdicción del distrito de Jircan de la provincia de Huamalíes, a una altitud de 3450 m.s.n.m.

## Descripción
En sí es una ciudadela, cuya vista principal tiene por dimensiones 6m a 8 m de alto de estructuras de piedra rectangular está rodeada por un 8 m a 10 m de pared alta. Algunos del complejo las paredes están cubiertas con los petroglifos que muestran figuras de espiral y caras humanas.